# Hope and Horror
Hope and Horror – pierwszy minialbum amerykańskiej deathmetalowej grupy Immolation. Ukazał się 4 maja 2007 roku nakładem Listenable Records, zaledwie cztery dni przed premierą albumu studyjnego Shadows in the Light. Do Hope and Horror załączane było DVD z zapisem koncertu z dnia 30 kwietnia 2006 roku w B.B.King Blues Club & Grill (Nowy Jork).
We wrześniu 2007 roku włoska wytwórnia Night of the Vinyl Dead wydała limitowaną edycję Hope and Horror na płycie gramofonowej (ręcznie numerowane 333 egzemplarze).

## Lista utworów

### CD
1. "Den of Thieves" – 3:20
2. "The Condemned" – 4:57
3. "The Struggle of Hope and Horror" (utwór instrumentalny) – 7:21

### DVD
1. "Swarm of Terror" – 3:09
2. "Unholy Cult" – 6:25
3. "Into Everlasting Fire" – 5:27
4. "Dead to Me" – 4:11
5. "Sinful Nature" – 3:14
6. "Harnessing Ruin" – 4:27
7. "Unpardonable Sin" – 4:26
8. "Crown the Liar" – 4:41
9. "No Jesus, No Beast" – 4:45
10. "At Mourning's Twilight" – 6:07

## Twórcy
- Ross Dolan – śpiew, gitara basowa
- Bill Taylor – gitara
- Robert Vigna – gitara
- Steve Shalaty – perkusja

## Wydania
Opracowano na podstawie materiału źródłowego.
| Rok wydania | Format   | Numer katalogowy | Wytwórnia               |
| ----------- | -------- | ---------------- | ----------------------- |
| 2007        | CD + DVD | POSH 088         | Listenable Records      |
| 2007        | LP       | NIGHT023-T       | Night of the Vinyl Dead |